# Jakovljev Jak-28
Jakovljev Jak-28 (NATO naziv: Brewer) je dvomotorni turbo-mlazni zrakoplov koji se proizvodio u SSSR-u. Izvorno je bio namijenjen za ulogu bombardera, no kasnije se proizvodio i u inačicama za izviđanje, elektroničko ratovanje, presretanje te obuku pilota. 

## Razvoj
Nakon uspješnog Jaka-25 te Jaka-27, Jakovljev OKB je dobio naredbu za razvoj novog taktičkog bombardera koji bi pritom koristio najnovije sovjetske turbo-mlazne motore. Novi zrakoplov je dobio tvorničku oznaku Jak-129.
Modificirani "šiljasti nos" koji se prvi put uveo kod Jaka-26, je prihvaćen kao baza budućeg projekta Jaka-129, no najveći problem su predstavljali novi R-11-300 motori koji nisu mogli stati na postojeću krilnu konfiguraciju. Rješenje je bilo da se krila postave na viši položaj (visoko krilni) te su od sada bili pod kutom od 45 stupnjeva u odnosu na trup zrakoplova.
Uskoro su izrađena tri prototipa, a od toga dva su bila redizajnirani Jak-26. Pravi prototip je poletio 5. ožujka 1958. a druga dva su uslijedila kasnije. Iako su testiranja prošla dosta uspješno, odmah su počele stizati pritužbe, među kojima je bio i problem s motorima. No unatoč svim problemima i pritužbama, Jak-28 se činio kao obećavajući projekt, a tomu u prilog je išla i potreba ratnog zrakoplovstva za supersoničnim bombarderom. Ubrzo je odobren za proizvodnju te je prvi put prikazan javnosti 1961. u Tushinu pritom dobivši NATO oznaku "Brewer-A".

## Dizajn
Iako vanjskim izgledom podsjeća na Jak-25, Jak-28 se uvelike razlikuje od svog prethodnika. Novi zrakoplov je imao jednosjedni kokpit, stakleni špicasti nos za bombardera, izmijenjeno podvozje, padobran za kočenje te dodatke za spajanje raketnih potisnika.
Dvostruke NR-37 strojnice su zamijenjene jednim 23 mm topom s desne strane s 50 metaka; na početku se radilo o Nudelman-Rihter NR-23 topu, no kasnije je zamijenjen Gryazev-Shipunovom GSh-23Ya. Normalna nosivost je iznosila 1.200 kg, no u iznimnim situacijma je mogao ponijetu i puno teže terete. Naoružanje se nosilo u unutarnjem zatvorenom prostoru koji je bio i klimatiziran kako bi omogućio nošenje nuklearnog naoružanja koje se obično sastojalo od 1.200 kilogramske bombe ili 3.000 kilogramske konvencionalne bombe u slučaju ne-nuklearnog napada. Jak-28 je mogao ponijeti i različite 500 kilogramske te kasetne bombe.
Osim unutarnjeg goriva, mogao je ponijeti i dva 1000 litarska odbaciva spremnika ispod svakog krila. Bio je opremljen s bombarderskim RBP-3 radarom koji je bio smješten s donje strane ispod kokpita a bio je povezan s autopilotom omogućujući tako automatske napade. Zadržan je i optički nišan.

## Inačice

### Jak-28L
Paralelno s razvojem osnovnog Jak-28B razvijena je i L inačica koja je umjesto radara za nišanjenje imala DBS-2S Lotos datalink sustav za bombardiranje. DBS-2S je Jak-28 omogućio precizno bombardiranje u svim vremenskim uvjetima te danju i noću pomoću dvije mobilne stanice na tlu koje su ga navodile na cilj. Osim novog sustava gađanja, Jak-28L je imao i poboljšane R-11AF2-300 turbo mlazne motore koji su razvijali 60,8 kN potiska s naknadnim sagorijevanjem. Zbog novih motora, bilo je potrebno modificirati cijelo kućište u kojem su bili smješteni, a dodan je i veći odbacivi spremnik zapremnine 1.050 litara. Jak-28L je dobio NATO naziv Brewer-B. Zbog kopliciranog Lotos sustava koji je uključivao mobilne jedinice na tlu, i njegove podložnosti ometanju, Jak-28L nije doživio veliku popularnost te je proizvedeno "samo" 111 zrakoplova.

### Jak-28I/IM
Kasnije je razvijena i treća bombarderska inačica, Jak-28I koja je imala poboljšani bombarderski radar Initsiava-2 koji je imao veći domet i bolju razlučivost od RPBa-3. Kao i Jak-28L ima je poboljšani R-11AF2-300 motor koji je zahtijevao neke izmjene kućišta. Dobio je NATO oznaku Brewer-C. Zahvaljujući dobrom radaru, Jak-28I se proizveo u više od 223 primjerka. 1969. jedan Jak-28I je modificiran te su mi dodane četiri podvjesne točke tako da može nositi raketne lansere ili drugo oružje, pritom dobivši oznaku Jak-28IM. Predložena inačica IM je razvijana sljedećih pet godina no naposljetku nije prihvaćena.

## Tehničke karakteristike (Yak-28P)
Osnovne karakteristike
- dužina: 21,6 m
- raspon krila: 12,50 m
- površina krila: 37,6 2
- visina: 3,95 m

Letne karakteristike
- najveća brzina: 1.200 km/h
- dolet: 2.500 km
- najveća visina leta: 16.750 m
- specifično opterećenje krila: 531 kg/m2
- motor: 2× Tumanski R-11 turbomlazna motora